# 沃德·克莉史汀森
沃德·克利史汀森（英語：Ward Christensen，1945年10月23日—2024年10月11日）生于美国威斯康星州西本德，是世界上第一個BBS-CBBS公告板的创始人之一，CBBS另一位創始人是兰迪·苏思。他們於1978年2月16日在伊利诺伊州芝加哥創建了CBBS。
克利史汀森以編寫软件而闻名。在软盘和硬盘普及之前，他写了一个基于卡带的操作系统。当他想知道某些程序的源代码時，他编写了ReSource，這是Intel 8080的反汇编程序，可以帮助他重新生成源代码。在他需要将文件发送给兰迪·苏思时，他又编写了XMODEM。
傑裡·波奈爾于1983年編寫了一系列CP/M公共領域軟件，其中大约50％的優秀程序是由沃德·克利史汀森编写的。
克利史汀森在1992年德沃夏克傑出傳播獎获得了兩項獎項，一個是與兰迪·苏思一同开发的全世界第一個BBS，另一項终身成就奖则是表彰克莉史汀森对个人计算机通訊的杰出贡献。1993年，他获得了电子前沿基金会颁发的先锋奖。
克利史汀森从1968年起就一直在IBM工作，直到2012年退休。